# Montgallet (metropolitana di Parigi)
Montgallet è una stazione sulla linea 8 della metropolitana di Parigi sita nel XII arrondissement di Parigi.

## La stazione
La stazione venne aperta nel 1931 e porta il nome della rue Montgallet.

## Accessi
- scala al 68, rue de Reuilly

## Topografia
La stazione si trova in una sorta di Chinatown parigina, ricca di attività commerciali (dedite soprattutto al commercio di materiale informatico) gestite da persone di origine asiatica.

## Interconnessioni
- Bus RATP - 46